# Jan Orzechowski (1929–1998)
Jan Orzechowski (ur. 2 grudnia 1929 w Widoku, zm. 17 października 1998 w Garwolinie) – polski polityk, senator III kadencji.

## Życiorys
Ukończył szkołę średnią w Łowiczu oraz studia prawnicze na Uniwersytecie Warszawskim, następnie zaś pracował w Prokuratorii Powiatowej w Garwolinie. Był wiceprzewodniczącym Prezydium Powiatowej Rady Narodowej w Garwolinie (1972–1973) oraz I zastępcą naczelnika powiatu garwolińskiego (1973–1975). Od 1983 był adwokatem w Zespole Adwokackim w Garwolinie. Pełnił funkcję wiceprezesa i prezesa Powiatowego Komitetu Zjednoczonego Stronnictwa Ludowego. W 1989 włączył się w organizację Polskiego Stronnictwa Ludowego (wilanowskiego).
W latach 1993–1997 z ramienia Polskiego Stronnictwa Ludowego zasiadał w Senacie, reprezentując województwo siedleckie. Był zastępcą przewodniczącego Komisji Regulaminowej i Spraw Senatorskich, a także członkiem Komisji Inicjatyw i Prac Ustawodawczych. Nie ubiegał się o reelekcję.